# Das Herz der 6. Armee
Das Herz der 6. Armee ist ein Kriegs-, Arzt- und Liebesroman von Heinz G. Konsalik aus dem Jahr 1964, der vor dem Hintergrund der Schlacht von Stalingrad spielt. Neben seinem bekanntesten Werk Der Arzt von Stalingrad ist dies sein zweites Buch, welches sich mit den dramatischen Schicksalen von Angehörigen der 6. Armee in einer der größten Materialschlachten des Zweiten Weltkriegs auseinandersetzt.

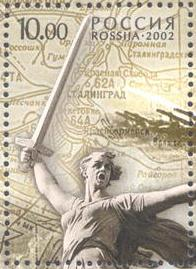
Briefmarke zum Jahrestag der Stalingradschlacht

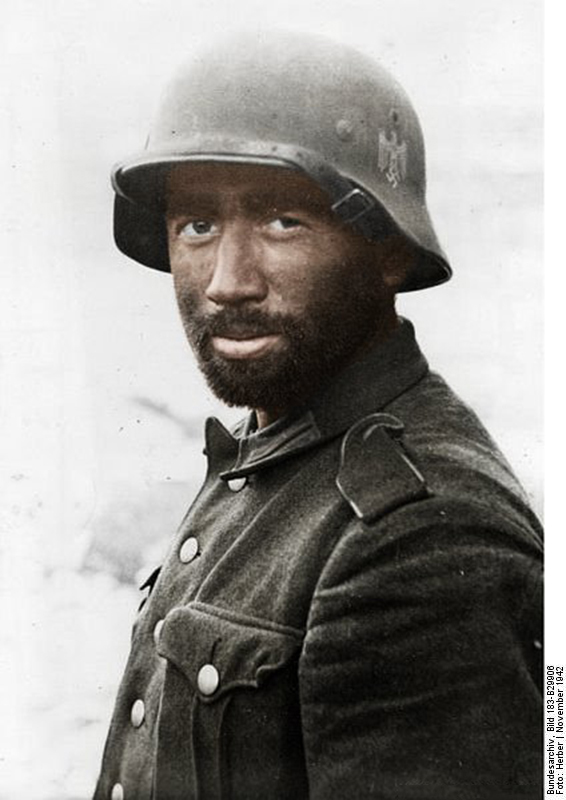
Nachkoloriertes Symbolbild eines Grenadiers bei der Schlacht von Stalingrad

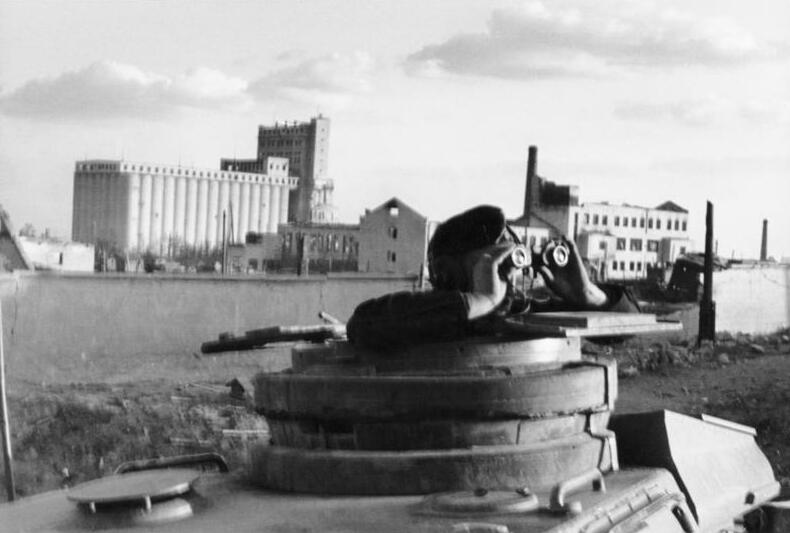
Panzersoldat vor dem Getreidesilo bei der Schlacht von Stalingrad

## Inhalt
„Sie kämpften in den Trümmerbergen Stalingrads auf verlorenem Posten: leidende, hungernde Soldaten, von einem Fanatiker geopfert für eine zum Wahnsinn verkommene Idee des „Heldentums“.“

## Handlung
Der Roman beginnt am 31. Oktober 1942. Die militärische Lage in der Schlacht von Stalingrad ist auf fatale Weise festgefahren, und die Lebensumstände sowohl der Soldaten auch der in der Trümmerstadt festgehaltenen russische Zivilbevölkerung sind fürchterlich. Das Leben und Überleben unter primitivsten Bedingungen findet hauptsächlich in Kellern und im toten Winkel der Artillerie statt. Während sich die 62. Armee mit ihren Gefechtsständen, Funkstellen, Unterkünften und Sanitätsbunkern nur noch auf einem sehr kleinen Streifen am westlichen Steilufer der Wolga behaupten kann, ist die 6. Armee nicht mehr in der Lage, ihren Angriff fortzuführen. Die Kämpfe sind unglaublich hart und verbissen und entscheiden sich oft im Nahkampf mit Handgranate, Klappspaten und Flammenwerfer.
Im Hintergrund läuft auf sowjetischer Seite die Operation Uranus an, und die Russen hoffen auf einen vorzeitigen Wintereinbruch, verbunden mit dem Zufrieren der Wolga, damit gepanzerte Reserven in großer Zahl auf das westliche Ufer verlegt werden und damit der Schlachtausgang beeinflusst werden können.
Der letzte deutsche Angriff auf Widerstandsnester im Stalingrader Industriekomplex ist zusammengebrochen. Dabei wurden fünf Sturmpionierbataillone vernichtet. Die Rote Armee unter der Führung von Major Kubowski erhält den Befehl, um jeden Preis die Eisenbahnschleife „Tennisschläger“, zwischen Mamajew-Hügel und Wolga, zu halten. Dabei werden sie in einem Wasserturm von deutschen Pionier- und Panzergrenadierkompanien eingeschlossen.
Westlich des Hauptbahnhofs Stalingrad und unweit des „Tennisschlägers“ operiert Stabsarzt Dr. Portner unter unbeschreiblichen Zuständen in einem ausgebombten Keller. Der Sankeller ist hoffnungslos überfüllt, es wird wie am Fließband operiert und gestorben. Die entnommenen Organe und Gliedmaßen werden gleich den Toten in den umliegenden Granattrichtern entsorgt. Portners Assistenzarzt Dr. Körner wird zu einer Ferntrauung auf dem Feldflughafen Pitomnik befohlen, um in einer Zeremonie seine Verlobte Marianne Bader, die sich zur gleichen Zeit auf einem Standesamt in Köln durchführen lässt, zu heiraten. Doch bis dorthin ist es ein hochgefährlicher Weg vom „Tennisschläger“, Gorodischte über den „Tatarenwall“, auf der ständigen Flucht vor Artillerieüberfällen, bis zum Feldflugplatz Pitomnik. Es ist ein Marsch aus der lebensgefährlichen Hölle der Häuserkämpfe in Stalingrad ins „Schlaraffenland“ der rückwärtigen Heeresdienste und gut gefüllten Versorgungslager. Während die Kampftruppe leidet, herrscht bei der Etappe eine geradezu dekadente Überversorgung. Die bizarre Trauung wird von Oberst von der Haagen als Propagandainstrument für den heroischen Kampf um Stalingrad missbraucht. Er verkennt die desolate Lage der deutschen Verbände in Stalingrad und phantasiert auf der Lagekarte von einer kühnen Vorstoßoperation durch die fast menschenleere kasachische Steppe bis nach Sibirien.
Major Kubowski kann sich am „Tennisschläger“ von der deutschen Umklammerung nur durch einen Panzerangriff befreien. Die alte Lage ist wiederhergestellt. Zusammen mit den Panzern erhält er Unterstützung von der Feldärztin Olga Pannarewskaja, in die er sich sofort verliebt. Doch der Kommandeur in ihrem Abschnitt schickt sie unter der Begleitung von Kaljonin wieder zurück. Bei den folgenden Kämpfen wird Major Kubowski am Kopf verletzt, was ihm einen Aufenthalt im Feldlazarett „Tennisschläger“ ermöglicht. Er und Olga küssen sich.
Mittlerweile plant das OKW die Versorgungslage und vor allem die Winterausstattung der kämpfenden Truppe an der Ostfront. Für die 6. Armee werden pro Tag 750 Tonnen Nachschub veranschlagt. Es herrscht ein krasses Missverhältnis zwischen Bedarfsmeldungen aus den Kompanien und tatsächlicher Bereitstellung von Versorgungsgütern. Das OKW geht davon aus und gibt es auch genauso im Wehrmachtsbericht bekannt, dass sich Stalingrad bereits längst in deutscher Hand befinde und als völlige Verzerrung der Realität bei den Kampfhandlungen nur noch um vereinzelte Stoßtruppunternehmungen um winzige Punktziele, was allerdings keinesfalls der harten Kriegswirklichkeit entspricht. Am Ende stapelt sich die Winterausrüstung in den Lagern und kommt niemals bei der Truppe an.
Dr. Körner hält sich vor seinem Heimatflug in Pitomnik bei Generalarzt Prof. Dr. Abendrot auf, der aus Stalingrad eine Lazarettstadt machen soll, und erlebt einen Stabsintentanten (Wehrmachtsbeamter), der sich auf arrogante Weise darüber beschwert, dass die Truppe nicht den Schneid und die Energie habe, um Stalingrad niederzuwerfen.
Dr. Körner hat den Flug nach Westen angetreten und ist im Hotel „Ostland“ in Warschau angekommen. Er telegraphiert Marianne seine Ankunftszeit und dass er sie nicht in Köln, sondern in Polen erwartet. Bei einem jüdischen Goldschmied kauft er ihr ein Geschenk. Doch es nicht Marianne, die am Bahnhof erscheint, sondern eine andere hilflose Frau namens Monika Baltus, die nicht abgeholt wird. Auf der Bahnstrecke Köln-Berlin hatte es Luftangriffe gegeben, daher ist Marianne vermutlich nicht gekommen. Hans nimmt Monika mit in sein Hotel, wo man an der Rezeption automatisch davon ausgeht, dass der Deutsche nur ein Schäferstündchen mit dem alleinstehenden Mädchen haben möchte. Doch Hans ist grundanständig und macht sich große Sorgen um seine Frau.
Am 16. November 1942 begleiten kalte Steppenwinde den ersten Schneefall, und die Temperatur fällt erstmals abrupt auf −10 °C. Die Situation in dem Kellerlazarett von Dr. Portner hat sich leicht verbessert und entspannt. Viele Schwerverletzte konnten zu den Hauptverbandsplätze bei Pitomnik und Kalatsch verlegt werden. Es herrscht verhaltener Optimismus an der Front. Obergefreiter Hans Schmidtke (genannt „Knösel“), das Faktotum der Sanitäter, beobachtet das küssende Paar Jewgenij und Olga und ist verwundert, so etwas inmitten der schlimmsten Schlacht der Weltgeschichte mitzubekommen. Der Leutnant eines Stoßtrupps eröffnet das Feuer auf die beiden und droht Knösel disziplinarische Konsequenzen an, weil er den Feind nicht bekämpft hat.
In Warschau erhält Dr. Körner die Nachricht, dass seine Frau Marianne in der Nacht vom 31. Oktober auf den 1. November 1942 bei einem Bombenangriff ums Leben gekommen ist. Gemäß seiner Heiratsurkunde vom 1. November 1942 hätte er damit eine Tote geheiratet, und die Ehe wäre ungültig.
Der 19. November 1942 beginnt mit einem Schneesturm. Die Menschen im Donbogen, von Stalingrad bis Beketowka gehen in die Keller, um nicht zu erfrieren. Die Lebensbedingungen für die italienischen und rumänischen Streitkräfte der Heeresgruppe Süd auf der offenen Steppe sind noch weitaus schwerer als die der Soldaten in Stalingrad. Um Punkt vier Uhr beginnt die Feuerwalze der sowjetischen Artillerie, und die Winteroffensive läuft mit der Operation Uranus an. Dann, vier Stunden später, beginnt der Panzerangriff der Donfront, welcher die deutschen Linien am Don, Kalatsch und am Tschir eindrückt.
Dr. Körner hat seine Frau verloren. Ihn hält nichts mehr im Westen, und daher fliegt er zurück zu seinen Kameraden nach Pitomnik, wo er am 23. November eintrifft. Er kehrt zurück, weil ein Arzt in der Hölle von Stalingrad dringend benötigt wird. Ende November ist der Kessel bereits geschlossen, und man beginnt damit, nur die Spezialisten auszufliegen. Für über 17.000 Schwerverwundete gilt das nicht. Auf dem Flugplatz kommt es zu chaotischen Szenen.
Am 25. November meldet sich Assistenzarzt Dr. Körner in seiner alten Stellung zurück. Dort bereitet man sich für den Ausbruch aus dem Kessel vor. Dann kommt der Führerbefehl, welcher einen Ausbruch strikt untersagt. Die Versorgung soll aus der Luft erfolgen. Mittlerweile geht das Gerücht um, ein Indischer Elefant, der aus dem Zoo Stalingrad ausgebrochen ist, gehe durch die Trümmerlandschaft. Dann begegnet Knösel tatsächlich diesem Elefanten, doch niemand glaubt ihm.
Dr. Portner bringt Verwundete in das große Feldlazarett der 6. Armee in Gumrak. Viele von ihnen werden auf abenteuerliche Weise angeliefert.
Im Dezember 1942 schleppt sich der Funker Sigbert Wallritz durch einen Schneesturm in das Armeelazarett, wo Dr. Portner und Dr. Körner operieren. Er ist der Bruder von Sanitätsfeldwebel Horst Wallritz. Sigbert ist desertiert, nachdem er in einem Feldpostbrief von seiner Mutter erfahren hat, dass ihr Vater von der SS ins KZ gebracht wurde. Er verlangt von seinem Bruder, einst ein „strammer Nationalsozialist“, dass er mit den letzten Verwundetenflügen ausgeflogen wird, damit er die Angelegenheiten in ihrer Heimat regelt. Unter der Mitwisserschaft von Dr. Körner spielen sie bei Sigbert eine Verletzung vor, damit dieser eine der letzten Ju 52 besteigen darf. Es geht nur noch ums nackte Überleben, und um diese Flüge sind brutale Verteilungskämpfe um die sogenannten „Lebensbillets“ ausgebrochen, die manchmal schon mit der Waffe ausgetragen werden. Sigbert hat Glück und darf ausfliegen. Doch dann muss die Maschine notlanden. Sigbert wird von Partisanen gefangen genommen.
Major Kubowski verteidigt weiterhin den „Tennisschläger“, und Kaljonins Stoßtrupp bei der Konservenfabrik führt zu vier Verwundeten, die sich in einem Keller verstecken, der durch einen Granattreffer zugeschüttet wird.
Gefreiter Knösel ist in Stalingrad Stadt auf Nahrungssuche. Er hat die Position eines gezogenen Trosses einer Artillerieeinheit ausgemacht. Wo Artillerie ist, da sind auch essbare Pferde. Mit der Universalparole „Leckt mich am Arsch!“ kommt er durch die gefährliche „Insellandschaft“ von Abschnitten, die von Wehrmacht und Sowjetsoldaten gehalten werden. Er tötet ein schwerverwundetes Pferd und legt sich einen großen Vorrat an Pferdefleisch in einem selbstgebauten Eisschrank an.
Am 18. Dezember 1942 soll das Feldlazarett III von Gumrak wieder nach Stalingrad-Stadt verlegt werden, so auch die Mannschaft um Dr. Portner und Dr. Körner, die wieder ihren alten OP-Keller unterhalb eines Kinos beziehen. Generalarzt Prof. Dr. Abendroth inspiziert die extrem verzweifelte Lage in Stalingrad, die nach dem Ausbruchsverbot zu einer gigantischen humanitären Katastrophe wird. Es gibt kaum noch Nahrungsmittel. Aus Pferdehufen werden Suppen gekocht, die für viele Landser reichen muss.
Die 6. Armee, eingeschlossen und auf der Flucht vor den tödlich kalten Steppenwinden und Schneestürmen aus Kasachstan, igelt sich wieder in den Trümmern der Stadt ein und bekommt somit buchstäblich „ihr Grab zugewiesen“. Die Offiziere erhalten die Weisung, dass sie sich als letztes Mittel der Wahl zu erschießen haben.
Die Partisanengruppe um Major Babkow in den Wäldern von Bolschoi Ternowskij hat den Auftrag, den Nachschub des XXXXVIII. Panzerkorps zu stören. Sigbert Wallritz wird von ihnen in einem Erdloch aus verfaultem Kohl gefangengehalten und befürchtet, gefoltert zu werden. Doch man akzeptiert die Tatsache, dass er ein Deserteur ist, und eröffnet ihm sogar die Möglichkeit, ihn an die Antifaschule nach Moskau bringen, an der schon Ulbricht und Weinert unterrichten. Doch zunächst soll Wallritz mit der Uniform eines Feldgendarms eine deutsche Nachschubkolonne in einen Hinterhalt locken. Der Hinterhalt glückt, artet in ein grausames Gemetzel aus, und Wallritz wird dabei von den Partisanen erschossen.
Während die Versorgung beinahe völlig zusammenbricht, feiert das Feldlazarett III die Vorweihnachtszeit. Am 21. Dezember 1942 kehrt der totgeglaubte Kaljonin in den „Tennisschläger“ zurück. Er und Vera wollen gemeinsam ein Kind zeugen. Wenig später trifft er auf Knösel. Nach der anfänglichen Verbrüderung muss sich der Deutsche durchsetzen und nimmt ihn die Waffe und Verpflegung ab.
Es ist Heiligabend in Stalingrad. Neben einer ergreifenden Zeremonie ereignen sich auf viele dramatische Schicksale, insbesondere in der Umgebung um das Kaufhaus Univermag, welches von sowjetischen Scharfschützen beherrscht wird. Der evangelische Pastor Sanders wird verwundet, weigert sich aber, ausgeflogen zu werden. Sein Platz ist bei seinen Männern.
Kurz nach Weihnachten ist die Moral auf dem Tiefpunkt. Ein sowjetischer Störsender demoralisiert die deutschen Soldaten:

„Alle sieben Sekunden stirbt in Russland ein deutscher Soldat. Stalingrad – Massengrab …“

Die rätselhaften Todesfälle des „plötzlichen Spontantodes“ ohne erkennbaren Einfluss, die viele Frontsoldaten in und um Stalingrad betreffen, werde zur „Geheimen Kommandosache“ und sorgen sogar dafür, dass ein Pathologe aus Berlin eingeflogen wird, um dies zu untersuchen. Der Pathologe seziert eine Reihe von Toten und kommt zum Schluss, dass es sich hierbei um „Überdehnen der rechten Herzklappe durch völlige Unterernährung“ handeln muss. Die Landser nennen dieses Phänomen „das Herz von Stalingrad“.
Feldgendarm Emil Rottmann hat beobachtet, dass ein Wallitz unberechtigt ausfliegen durfte. Er erpresst daher Dr. Körner, dass er für ihn das Gleiche tut, denn er will nicht mit den anderen in Stalingrad sterben. Rottmann war Zeuge und will alles auffliegen lassen. Mit dieser Drohung verschwindet er.
Major Kubowski soll den Fährbetrieb, bzw. das Übersetzen, der Rad- und Kettenteile der Roten Armee, welche die Stadtkämpfer in Stalingrad verstärken sollen, überwachen. Bei einem deutschen Artillerieangriff kommt er ums Leben. Seine Geliebte Olga Pannarewskaja zerbricht daran und schwört allen Deutschen blutige Rache.
Horst Wallritz soll ausgeflogen werden. Daher täuscht Dr. Körner bei ihm einen Lungensteckschuss vor, damit die Wahrscheinlichkeit höher wird, dass die Flugzeuge ihn mitgenehmen. Feldgendarmen erscheinen. Sie wollen Dr. Körner verhaften und einem Kriegsgericht überstellen. Dr. Portner protestiert energisch, da kein Arzt in ihrer verzweifelten Lage abkömmlich sei, und bewirkt, dass es zunächst in Hausarrest umgewandelt wird. Auch ein Aufruf an die Division bei General Gebhardt fruchtet nicht.
Am 2. Januar 1943 wird Dr. Körner abgeholt und einem Kriegsgerichtsrat in Gumrak überstellt. Rottmann sagt als belastender Zeuge aus. Die Beweislage ist eindeutig, und das Gericht fällt das Urteil: Tod durch Erschießen. Oberst von Haagen will das Urteil sofort vollstrecken, was jedoch durch General Gebhardt aufgehoben wird. Die Lage in Stalingrad ist derart kritisch, und die entscheidende Offensive der Roten Armee steht kurz bevor, so dass sie es sich auf gar keinen Fall leisten können, ausgebildete Ärzte zu verlieren.
Oberst Haagen erhält das Kommando über ein verwaistes Panzergrenadierregiment, und die beiden Ärzte Dr. Portmann und Dr. Körner können wieder operieren. Rottmann wird allerdings abgestellt, Dr. Körner zu bewachen. Dieser fasst den Plan, bei der nächsten Gelegenheit zu den Russen überzulaufen.
Olga Pannarewskaja kämpft jetzt in den Trümmern um den „Tennisschläger“. Es ist Stoßtruppkampfgebiet, wo viele sibirische Scharfschützen auf dem Dach des Kaufhauses Uniwermag auf deutsche Opfer lauern. Olga erschießt in ihrer rasenden Wut viele Deutsche. Bei einem sehr jungen Landser, der gerade eine Ratte über dem Feuer brät, bringt sie es jedoch nicht übers Herz. Stattdessen wird dieser vom kirgisischen Scharfschützen Piotr Kulubaj getötet. Kaljonin setzt sich an einer Ausfallstraße mit seinen Leuten in deutsche Panzerwracks. Panzer, die zwar noch gefechtsfähig sind, aber nicht mehr fahren können. Nachdem er erfahren hat, dass Vera in Gefangenschaft geraten ist, desertiert er.
7. Januar 1943: Seit drei Tagen gibt es keine Verpflegung mehr. Im Lazarettkeller warten sie auf den Untergang. Ein Stoßtrupp bringt sowjetische Gefangene, darunter auch Olga und Chefchirurg Dr. Sukow. Sie helfen sofort mit bei der medizinischen Versorgung der vielen Verwundeten. Entgegen aller medizinischen Vernunft operieren sie Oberst Subotkin, den „Helden der Nation“, der an einem Lungen- und Bauchschuss leidet und innerlich verblutet. Unter abenteuerlichen Bedingungen gelingt es dem russisch-deutschen OP-Team, die Baucharterie zu vernähen. Zum Dank erhalten Dr. Portner und Dr. Körner von den Russen dringend benötigte Anästhesiemittel. Zur gleichen Zeit sterben jedoch andere deutsche Verwundete, die in dieser Zeit nicht notfallmedizinisch versorgt wurden.
Am 8. Januar 1943 legen Knösel und Rottmann ein Markierungstuch aus, um ein sowjetisches Flugzeug zum Abwurf von Versorgungsgütern zu bewegen. Die List gelingt, in der Kiste befindet sich jedoch nur Propagandamaterial, so wie ein überlebensgroßes Tuch mit Stalin-Antlitz, mit dem die Verwundeten jetzt verbunden werden. Zur gleichen Zeit verhandeln sowjetische Parlamentäre mit Generalfeldmarschall Paulus. Rokossowski stellt darin ein überaus großzügiges Ultimatum für die Niederlegung der Waffen und das Ende der Kampfhandlungen. Das Führerhauptquartier lehnt dies jedoch kaltschnäuzig ab. Die 230.000 eingeschlossenen Soldaten der 6. Armee müssen sterben.
Das Ultimatum läuft am 10. Januar 1943 ab, und der letzte Sturmangriff auf Stalingrad beginnt mit schwerstem Artillerie-Sperrfeuer und einbrechenden Panzer-Stoßkeilen. Olga und Dr. Körner werden ein Liebespaar. Pitomnik fällt am 16. Januar. Im Feldlazarett sind die Narkosemittel nach übermäßigem Gebrauch vollständig zur Neige gegangen, und es wird nach Anweisung von Dr. Sukow mit der Holzhammermethode operiert. Auch die Bevölkerung Stalingrads ist schlecht versorgt. Die Menschen entdecken ein Hühnerfutterlager und essen gierig den darin enthaltenen gesalzenen Fisch, was einen fürchterlichen Durst und chaotische Szenen verursacht. Knösel begegnet Kaljonin in der Trümmerlandschaft, da er von seinem Machorka angezogen wird, und ein Stoßtrupp bringt die verwundete Vera ins Feldlazarett. Mittlerweile ist der Ring deutlich enger geworden, und der Gefechtsstand der 71. Infanterie-Division muss dem der 6. Armee Platz machen. Die Dinge im Kessel werden immer absurder. So werden mit den letzten Flugzeugen keine dringend benötigte Nahrungsmittel abgeworfen, sondern Präservative. Knösel begegnet Kaljonin abermals, diesmal in deutscher Uniform. Er will unbedingt zu seiner „Veraschka“, die sich in Gewahrsam der Deutschen befindet. Gegen eine Ration Machorkatabak lässt sich Knösel darauf ein. Kaljonin soll sich als Schlesier ausgeben.
Am 23. Januar 1943 wird der Kessel aufgespalten. Einen Tag zuvor ist Gumrak gefallen. Auch die höchsten Stäbe sprechen jetzt offiziell von Verrat an der 6. Armee. Paulus gibt am 24. Januar bekannt, dass keine einheitliche Befehlsführung mehr möglich ist. Es sind nur noch 150.000 deutsche Soldaten am Leben. Das XI. Korps unter Generaloberst Strecker kämpft in der Traktorenfabrik, die 305. Infanterie-Division geht im Metallurgischen Werk unter, und die letzten dt. Geschütze auf Höhe 102 werden vernichtet.
Oberst von der Haagen kämpft sich bis zum Kino-Keller durch. Er berichtet von furchtbaren Ereignissen, dass sein Regiment von Flammenwerfer-Panzern ausgelöscht wurde und dass er selbst feige davongelaufen ist. Doch Dr. Portner hat nicht vergessen, dass seinetwegen Dr. Körner beinahe füsiliert worden wäre. Oberst von der Haagen bittet um Schutz des Roten Kreuzes, dabei ist er nur ein Versprengter, der wieder von der Truppe aufgenommen werden muss.
Es werden willkürlich Verwundete ausgewählt, die mit der letzten Maschine noch ausgeflogen werden können. Die fünf LKWs kommen jedoch nicht an, da ihnen bei −40 °C Kälte und den damit verbundenen Mehrverbrauch auf halber Strecke das Benzin ausgeht. Dann werden sie von sowjetischen Panzern in Brand geschossen.
Rottmann schießt auf Olga und wird im gleichen Moment von Knösel getötet.
Dr. Portner und Dr. Sukow werden gute Freunde, und Dr. Körner und Olga lassen sich vermählen.
Das Ende ist gekommen. General Gebhardt gibt seinen Männern die Wahloption, auf eigene Faust auszubrechen, sich in sowjetische Gefangenschaft zu begeben oder den Freitod zu wählen. Er nimmt Oberst von der Haagen mit auf einen Panzervernichtungstrupp, ein Himmelfahrtskommando, bei dem beide umkommen. Auch Dr. Portner, der seinen General retten will, kommt dabei ums Leben.
Bei einem weiteren Luftabwurf findet man wie zum Hohn hunderte von Eisernen Kreuzen, Nahkampfspangen etc. Paulus und sein Stab kapitulieren und gehen in sowjetische Kriegsgefangenschaft. Kaljonin wird von den eigenen Leuten mit der Maschinenpistole erschossen, da er ja noch eine deutsche Uniform trägt. Olga wird von Dr. Körner getrennt, da er in Kriegsgefangenschaft muss. Sie sollten sich nie wiedersehen. Die Gefangenen gehen einem ungewissen Schicksal entgegen.

## Hauptfiguren
- Leutnant Dr. Hans Körner: Assistenzarzt und Protagonist des Romans.
- † Marianne Erika Lieselotte Bader: seine 19-jährige Frau aus Köln. Schwarzgelockt und von „süßem Erscheinungsbild“.
- † Stabsarzt Dr. Hans Portner: Vorgesetzter mit humanistisch-anthroposophischer Einstellung
- † General Friedrich Gebhardt: fiktiver General während der Stalingradschlacht
- † Feldwebel Horst Wallritz: Sanitäts-Feldwebel, gehört der OP-Gruppe von Körner und Portner an
- Major Jewgenij Alexandrowitsch Kubowski: Truppenführer der Roten Armee aus Tiflis, soll um jeden Preis des „Tennisschläger“ behaupten
- Vera Tscherkanowa Kaljonina: Sanitäterin und ehemalige Arbeiterin im Traktorenwerk
- Mladschij-Sergeant (Unteroffizier) Iwan Iwanowitsch Kaljonin: Veras Bräutigam
- Obergefreiter Hans Schmidtke genannt „Knösel“: das Faktotum der Sanitäter
- † Oberst von der Haagen: ideologisch fanatischer Offizier
- Oberleutnant Olga Pannarewskaja: Feldärztin aus Stalino, die im Abschnitt „Tennisschläger“ eingesetzt ist.
- Majorarzt Andrej Wassilijewitsch Sukow: bekannter Kriegschirurg und Olgas Vorgesetzter
- Paul Webern: katholischer Feldgeistlicher

## Sprachstil
„Pawel Nikolajewitsch Abranow sah hinauf in den Himmel und dann über seine Stiefelspitzen hinweg hinunter zur Wolga und kaute an einem Kanten harten Brotes. Der Himmel war fahl, grau, unergründlich, schwer, und die Wolga schien schwarz zu sein, ein breiter Strom voll Tinte.
Abranow seufzte und benetzte den harten Kanten Brot mit Speichel, damit er aufweichte und sich beißen ließ. Neben ihm lag ein großer Mann in Uniform mit breiten Schulterstücken, unrasiert, dreckig, mit Lehm beschmiert. Auch er sah über die Wolga hinüber nach Krasnaja Sloboda, aber er seufzte nicht, sondern kaute an einer Zigarette. Es war eine gute, dicke Zigarette aus Machorka, gerollt aus einem Teil des vorgestrigen Lageberichtes der »Prawda«.
»Was ist, Väterchen?« fragte der Uniformierte. »Warum seufzt du?«
»Es müßte Winter werden, Genosse Major. Zeit ist's dafür! Ein schneller Winter, hui - wie Reiter aus der Steppe von Kasachstan! Über Nacht sollte es zufrieren...dann können sie aus der Tiefe zu uns kommen über die Wolga, unsere Panzerchen...« Abranow lachte leise. Es war ein fast wimmerndes Lachen, denn Pawel Nikolajewitsch war immerhin zweiundsiebzig Jahre alt. Ein richtiger Greis war er, so, wie man sich einen alten Mann vorstellt, mit weißen Haaren, die sich im Nacken bogen, mit einer dicken Nase, mit in Falten eingebetteten Augen, deren Pupillen noch glänzten, auch wenn die Augäpfel schon gelb waren wie tabakgebeizte Fingerkuppen.“

## Historischer Kontext
„… Die Lage Ihrer eingekesselten Truppen ist schwer. Sie leiden an Hunger, Krankheiten und Kälte. Der grimmige russische Winter hat kaum erst begonnen. Starke fröste, kalte Winde und Schneestürme stehen noch bevor. Ihre Soldaten aber sind nicht mit Winterkleidung versorgt und befinden sich in schweren sanitätswidrigen Verhältnissen.
Sie als Befehlshaber und alle Offiziere der eingekesselten Truppen verstehen ausgezeichnet, daß Sie über keine realen Möglichkeiten verfügen, den Einschließungsring zu durchbrechen. Ihre Lage ist hoffnungslos und weiterer Widerstand sinnlos.“

Konsalik beschäftigt sich intensiv mit der zweiten Phase der Stalingradschlacht, nach Ende der Angriffsphase und der Einschließung der 6. Armee in der Operation Uranus.
Stalingrad soll hier mehr sein als nur eine einfache Schlacht des Zweiten Weltkriegs, sondern vielmehr die Entscheidung über ganz Russland und Paulus wird symbolisch als Herz der 6. Armee dargestellt.

„Die 6. Armee ist vorübergehend von russischen Kräften eingeschlossen. Ich beabsichtige, die Armee in Raume Stalingrad Nord […] zusammenzufassen. Die Armee darf überzeugt sein, daß ich alles tun werde, um sie entsprechend zu versorgen und rechtzeitig zu entsetzen. Ich kenne die tapfere 6. Armee und ihren Oberbefehlshaber und weiß, daß sie ihre Pflicht tut.“

Die Führerbefehle hinsichtlich einer Versorgung Stalingrads aus der Luft hatten sich sehr schnell als Illusion erwiesen. Der deutsche Landser, der bei Konsalik einen breiten Raum erhält, hat nicht nur gegen die Rote Armee als übermächtigen Feind, sondern auch gegen das lebensfeindliche Winterklima Südrusslands zu kämpfen. Hinzu kommen unmenschliche Befehle von oben, der Kadavergehorsam sowie der typisch deutsche Bürokratismus, der zu fatalen Fehlentscheidungen und dem Untergang einer ganzen Armee führt. Konsalik widmet dieser Thematik einen breiten Raum.

## Rezensionen
Konsalik widmet den ersten Satz des Buches dem „einfachen Landser“:

„Dem einfachen Landser, auf dessen Rücken von jeher die Sünden der Politiker ausgetragen wurden, als Mahnung und ständiger Aufruf gewidmet.“

Sein Kernthema ist wie schon in vielen seiner anderen Bücher auch das „Grauen des Krieges“ und den Sieg der Menschlichkeit bei seinen Hauptfiguren.
Der Autor reißt alle deutschen Ideale ein und berichtet von „Kriege sind immer ein Massenwahn“, „Urtriebe“ sowie „Massensterben der Vernunft“.
Das Herz der 6. Armee gilt in einer Veröffentlichung der Deutschen Nationalbibliothek als trivialer Text, der allerdings mit mehr als 30 Auflagen gedruckt wurde. Insgesamt wird das Buch als „erschreckend“ und „bedrückend“ geschildert. Die Geschichte der Schlacht von Stalingrad wird aus der Perspektive eines auktorialen Erzählers erzählt, welcher die Fronten gleichsetzt. Charakterisiert werden stereotypische Bilder von Ärzten und Landsern sowie die ihnen eigene Sprache/Jargon. Als Botschaft des Romans wird eine Totalitarismusthese aufgeworfen.
Konsalik hat in dem Buch unter anderem seine eigenen Fronterlebnisse (der Autor war kein Teilnehmer der Stalingradschlacht) verarbeitet, die er während seiner Zeit an der Ostfront in einer Propagandakompanie erfahren hatte. Der Gesamttenor ist sein Einsatz für Frieden und Menschlichkeit. Ein mahnendes Beispiel in dramatischer Textform abgefasst, gegen den blinden Führergehorsam, wie auch jeder anderen Form des Totalitarismus, damit sich so eine verantwortungslose Tragödie wie die von Stalingrad niemals wiederholen möge.

## Textausgaben
- Heinz G. Konsalik: Das Herz der 6. Armee. Originalausgabe. Lichtenberg Verlag, München 1964.

- Heinz G. Konsalik: Das Herz der 6. Armee. Jubiläumsausgabe. Heynes Allgemeine Reihe 01/8503. Wilhelm Heyne Verlag, München 1980, ISBN 3-453-00067-6 (epdf.pub PDF).